# Andrew Fletcher (zenész)
Andrew (Andy) John Leonard Fletcher (Nottingham, 1961. július 8. – Brighton, 2022. május 26.) becenevén „Fletch" angol billentyűs, DJ és a Depeche Mode nevű szintipop ill. new wave együttes alapító tagja.

## Munkássága

### Depeche Mode
Az 1970-es évek végén Fletcher akkori iskolatársával, Vince Clarke-kal megalapította a rövid életű No Romance in China nevű zenekart, melyben Fletcher basszusgitáron játszott, majd 1980-ban találkozott Martin Gore-ral a basildoni Van Gogh Pub-ban, s Clarke-kal kiegészülve megalapították a Composition of Sound zenekart, amiben már mindannyian szintetizátor mögé álltak. Clarke töltötte be a zeneszerző szerepét, s szolgáltatta az éneket egészen addig, míg ugyanabban az évben be nem vették énekesnek Dave Gahan-t, kinek javaslatára végül Depeche Mode-ra nevezték át zenekarukat. Nem sokkal az első lemez, Speak & Spell 1981-es megjelenését követően Clarke kilépett, ekkor Gore vette át a dalszerzői feladatokat, és soron következő A Broken Frame című 1982-es albumukat már hármasban készítették el. A zenész-producer Alan Wilder 1982 végén csatlakozott a zenekarhoz, s egészen 1995-ös távozásáig négyen dolgoztak a zenekarban. A Depeche Mode fennmaradó tagjai, Gahan, Gore és Fletcher a későbbiekben is aktívak maradtak; legutóbbi, Spirit című albumukat 2017-ben adták ki, s turnézták vele körbe a világot.

#### Zenekarban betöltött szerepe
Fletcher eleinte basszusgitáron, majd szintetizátoron játszott. Vince Clarke 1981-es távozását követően megváltozott a zenekar felállása; D.A. Pennebaker 1989-es 101 című dokumentumfilmjében Fletcher erről így nyilatkozott: „Martin a dalszerző, Alan a jó zenész, Dave az énekes én meg lógok." Gavin Edwards, a Rolling Stone magazin újságírója 2005-ös Playing the Angel kritikájában (jóval azután, hogy Wilder kilépett a zenekarból) a következőket írta: „A Depeche Mode-nál mindenkinek megvan a maga szerepe: Martin Gore írja a számokat, Dave Gahan elénekli őket, Andy Fletcher pedig megjelenik a fotózásokon és beváltja a csekket." Egyedül Fletcher nem jegyez szerzőként egyetlen Depeche Mode számot sem.
A zenekarnak nem mindig volt állandó menedzsere; évekig Fletcher intézte üzleti, jogi és egyéb bürokratikus ügyeiket. A Songs of Faith and Devotion című album megjelenése kapcsán nyilatkozott arról, miszerint őszintén érdekli a zeneipar üzleti oldala, amitől mások általában ódzkodnak, és komoly részt vállalt a menedzsmentben. Emellett rendszeresen ő volt az, aki bejelentette a zenekarral kapcsolatos híreket, mint például egy új album megjelenését, vagy turnédátumokat.
Mind a stúdióban, mind fellépések alkalmával szintetizátoron működik közre basszus, billentyűk, vonós- és drónhangok, illetve hangminták lejátszásával, s ő az egyetlen tagja a zenekarnak, aki nem énekel. Ez alól kivételt képez a Violator albumon szereplő „Crucified" című szám, melynek átvezetőjében hallható, illetve a Songs of Faith and Devotion-ön megjelent „Condemnation”, melyben Alan Wilder elmondása szerint mindannyian énekeltek. S bár a zenekar élő fellépéseiről rögzített felvételeken Fletcher tátogni látszik, hangját vagy mélyre keverték, vagy kizárólag saját monitorján hallhatta vissza.

### Toast Hawaii (lemezkiadó)
2002-ben Fletcher elindította saját lemezkiadóját, a Toast Hawaii-t (amit az azonos nevű ananászos-sajtos pirítós ihletett), és leszerződtette a CLIEИT zenekart. Ő felelt a zenészek első, 2003-as CLIEИT névre hallgató albumának kiadásáért, majd a 2004-es City-ért is, és remixeket készített „Price of Love," „Rock and Roll Machine," „Here and Now," „In It for the Money," „Radio" és „Pornography" című számaikhoz (utóbbin Carl Barât, a The Libertines zenekar tagja is közreműködött).
A CLIEИT 2006-ban otthagyta a kiadót, a Toast Hawaii pedig azóta is szünetelteti működését.

### DJ
Fletcher a CLIEИT élő fellépései kíséreteként kezdett el DJ-zni. Ezt a tevékenységét azóta is rendszeresen űzi európai, ázsiai és dél-amerikai fesztiválokon és klubokban, illetve „olyan helyeken, ahova nem jutott el a Depeche Mode”, mikor épp nem a zenekarral dolgozik. Dj szettje részeként exkluzív Depeche remixeket is játszott.

## Magánélete
Andrew Joy és John Fletcher négy gyereke közül a legidősebb. Kétéves volt, mikor családjával Notthingham-ből Basildonba költöztek, ahol a helyi fiatal keresztény szervezet, Boys' Brigade tagjaként focizott, s itt ismerkedett meg Vince Clarke-kal is, akivel később megalapították a Depeche Mode-ot. A sajtóban mindketten megemlítették, hogy a szervezet tagjaiként térítőkként is próbálkoztak.
Fletcher 1993. január 16-án vette el barátnőjét, Gráinne Mullant, akitől két gyereke született.
Az 1980-as évek elején a Depeche Mode a Blancmange nevű zenekarral turnézott; ekkor terjedt el Fletcherről, hogy egész ügyes sakkozó, ugyanis Neil Arthur, a Blancmange tagja azt nyilatkozta, hogy „sosem volt képes megverni Andy Fletchert sakkban."
Az 1990-es években a londoni Gascogne étterem társtulajdonosa volt.
A The Independent szerint Fletcher a Devotional turné alatt „egyre mélyebb depresszióba esett, míg végül 1994 nyarán idegösszeroppanást kapott."

## Halála
2022. május 26-án a Depeche Mode egy közösségi médiában publikált nyilatkozatban jelentette be, hogy a zenész meghalt.

„Döbbenettel és mélységes szomorúsággal tölt el bennünket kedves barátunk, családtagunk és bandatársunk, Andy 'Fletch' Fletcher korai halála.”

– Részlet a Depeche Mode oldalán megjelent bejegyzéséből

Bár halálának pontos okát még nem közölték, a Rolling Stone magazin értesülései szerint természetes okok következtében hunyt el.
Később aortarepedést diagnosztizáltak nála.

## Fordítás
- Ez a szócikk részben vagy egészben  az   Andy Fletcher (musician) című angol Wikipédia-szócikk ezen változatának fordításán alapul.  Az eredeti cikk szerkesztőit annak laptörténete sorolja fel. Ez a jelzés csupán a megfogalmazás eredetét és a szerzői jogokat jelzi, nem szolgál a cikkben szereplő információk forrásmegjelöléseként.